# Sveriges ambassad i Santiago de Chile
Sveriges ambassad i Santiago de Chile är Sveriges diplomatiska beskickning i Chile som är belägen i landets huvudstad Santiago de Chile. Beskickningen består av en ambassad, ett antal svenskar utsända av Utrikesdepartementet (UD) och lokalanställda. Ambassadör sedan 2022 är Tomas Wiklund. Ambassadens ansvarsområde är Chile och Peru.

## Ambassaden
Ambassadens verksamhet är inriktad på de bilaterala ekonomiska, politiska och kulturella förbindelserna. Ambassaden har även en ganska omfattande konsulär- och migrationsrelaterad verksamhet. Man har även cirka 800 ansökningar om uppehållstillstånd per år vilka fördelas relativt lika mellan Chile och Peru.
Efter Augusto Pinochets militärkupp 1973 följde en sträng diktaturregim. Sverige valde att inte kalla hem sin dåvarande ambassadör, Harald Edelstam. Under diktaturregimen tog Edelstam emot hundratals flyktingar undan Pinochets polis och installerade dem i ambassadens kontorslokaler. Efter att Edelstam förklarats persona non grata av Chiles regering och kallades hem förestods ambassadören av en chargé d’affaires, till dess ambassadörsposten återbesattes sedan diktaturen upphört och demokrati återställts.
Ett nytt ambassadörsresidens i Santiago de Chile, Casa Suecia, färdigställdes 2006 och invigdes i juni 2007.

## Beskickningschefer
| Namn                      | Period    | Funktion          | Anmärkning                                       |
| ------------------------- | --------- | ----------------- | ------------------------------------------------ |
| Carl Hultgren             | 1918–1925 | Envoyé            | Sidoackrediterad från ambassaden i Buenos Aires. |
| Einar Ekstrand            | 1925–1931 | Envoyé            | Sidoackrediterad från ambassaden i Buenos Aires. |
| Christian Günther         | 1931–1934 | Envoyé            | Sidoackrediterad från ambassaden i Buenos Aires. |
| Einar Modig               | 1934–1939 | Envoyé            | Sidoackrediterad från ambassaden i Buenos Aires. |
| Axel Paulin               | 1939–1942 | Chargé d’affaires |                                                  |
| Folke Sunesson Wennerberg | 1942–1948 | Chargé d’affaires |                                                  |
| Folke Sunesson Wennerberg | 1948–1952 | Envoyé            |                                                  |
| Ulf Barck-Holst           | 1952–1953 | Envoyé            |                                                  |
| Harry Bagge               | 1954–1957 | Envoyé            | Sidoackrediterad till La Paz (från 1956).        |
| Harry Bagge               | 1957–1962 | Ambassadör        | Sidoackrediterad till La Paz.                    |
| Gustaf Bonde              | 1962–1965 | Ambassadör        |                                                  |
| Louis De Geer             | 1966–1972 | Ambassadör        |                                                  |
| Harald Edelstam           | 1972–1973 | Ambassadör        |                                                  |
| Carl-Johan Groth          | 1973–1976 | Chargé d’affaires |                                                  |
| Peder Hammarskjöld        | 1976–1981 | Chargé d’affaires |                                                  |
| Lars Schönander           | 1981–1984 | Chargé d’affaires |                                                  |
| Håkan Wilkens             | 1984–1987 | Chargé d’affaires |                                                  |
| Staffan Wrigstad          | 1987–1990 | Chargé d’affaires |                                                  |
| Staffan Wrigstad          | 1990–1992 | Ambassadör        |                                                  |
| Madeleine Ströje-Wilkens  | 1992–1997 | Ambassadör        |                                                  |
| Håkan Granqvist           | 1997–2000 | Ambassadör        |                                                  |
| Arne Rodin                | 2000–2005 | Ambassadör        | Sidoackrediterad till Lima.                      |
| Maria Christina Lundqvist | 2005–2008 | Ambassadör        | Sidoackrediterad till Lima.                      |
| Eva Zetterberg            | 2009–2014 | Ambassadör        | Sidoackrediterad till Lima.                      |
| Jakob Kiefer              | 2014–2018 | Ambassadör        | Sidoackrediterad till Lima till 2016.            |
| Oscar Stenström           | 2018–2022 | Ambassadör        |                                                  |
| Tomas Wiklund             | 2022–     | Ambassadör        |                                                  |